# Атамекен (городская администрация Арысь)
Атамекен (каз. Атамекен, до 2020 г. — Кожатогай) — село в Туркестанской области Казахстана. Находится в подчинении городской администрации Арыса. Входит в состав Монтайтасского сельского округа. Код КАТО — 511645500.

## Население
В 1999 году население села составляло 211 человек (101 мужчина и 110 женщин). По данным переписи 2009 года, в селе проживало 580 человек (285 мужчин и 295 женщин).